# França na Copa do Mundo FIFA de 2022
A seleção da França será um das trinta e duas equipas participantes na Copa Mundial de Futebol de 2022, torneio que levar-se-á a cabo do 20 de novembro ao 18 de dezembro em Provar.
Será a decima sexta participação da França, que fará parte do Grupo D, junto a Austrália, Dinamarca e Tunísia.

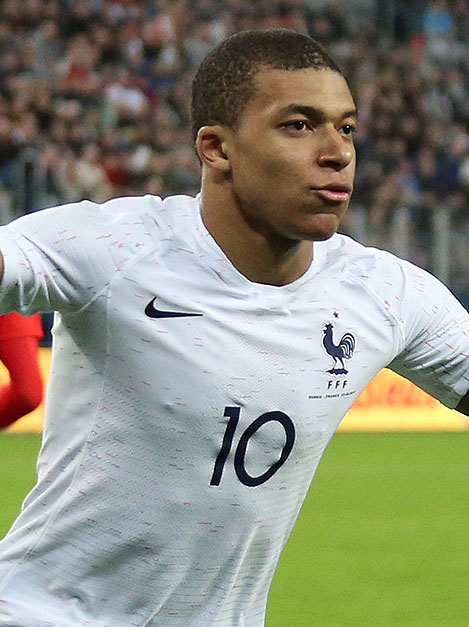
Kylian Mbappé tornou-se o jogador francês mais jovem a disputar uma partida em Copas do Mundo com 19 anos, o jogador francês mais novo a balançar as redes em Copas após o gol da vitória sobre o Peru, e durante a vitória por 4–3 sobre a Argentina na oitavas de final do torneio, ele marcou duas vezes e se tornou o terceiro jogador mais jovem a marcar duas vezes em uma Copa do Mundo (atrás de Pelé, 17 anos em 1958, e Michael Owen, 18 anos em 1998). Na mesma partida, mais um recorde em ser o jogador mais jovem a marcar dois gols em uma partida eliminatória de Copa ao lado de Pelé. Ainda se transformou no jogador mais jovem a marcar um gol em uma final de Copa do Mundo desde Pelé em 1958. e foi eleito o Melhor Jogador Jovem da Copa do Mundo.

## Classificação
A seleção da França iniciou seu caminho ao mundial desde a primeira rodada da classificação europeia. Devido à pandemia de covid-19 em 2020 não se disputou nenhum partido, começou em março de 2021 com os encontros correspondentes à fase de grupos. Ao terminar no primeiro lugar do Grupo D classificou de maneira direta à Copa Mundial.

### Tabela de posições
| Selecção                 | Pts. | PJ | PG | PE | Pg | GF | GC | Dif |
| ------------------------ | ---- | -- | -- | -- | -- | -- | -- | --- |
| FRA                      | 18   | 8  | 5  | 3  | 0  | 18 | 3  | 15  |
| UKR Ucrania              | 12   | 8  | 2  | 6  | 0  | 11 | 8  | 3   |
| FIN Finlandia            | 11   | 8  | 3  | 2  | 3  | 10 | 10 | 0   |
| BIH Bosnia y Herzegovina | 8    | 8  | 1  | 5  | 3  | 9  | 12 | –3  |
| KAZ Kazajistán           | 3    | 8  | 0  | 3  | 5  | 5  | 20 | –15 |

|  | Classificado à #Copa Mundial. |
|  | Classificado aos play-offs.   |

## Plantel

### Lista de convocados
Treinador:  Didier Deschamps
Os seguintes 25 jogadores foram convocados para a Copa do Mundo FIFA de 2022 no Qatar.
Atualizado até 9 de Novembro de 2022
| Nome                | Posição          | Clube                  |
| ------------------- | ---------------- | ---------------------- |
| Alphonse Areola     | Goleiro          | West Ham               |
| Hugo Lloris         | Goleiro          | Tottenham              |
| Steve Mandanda      | Goleiro          | Rennes                 |
| Presnel Kimpembe    | Zagueiro         | Paris Saint-Germain    |
| Ibrahima Konaté     | Zagueiro         | Liverpool              |
| Jules Koundé        | Zagueiro         | Barcelona              |
| Lucas Hernández     | Zagueiro         | Bayern de Munique      |
| William Saliba      | Zagueiro         | Arsenal                |
| Dayot Upamecano     | Zagueiro         | Bayern de Munique      |
| Raphaël Varane      | Zagueiro         | Manchester United      |
| Theo Hernández      | Lateral-esquerdo | Milan                  |
| Benjamin Pavard     | Lateral-direito  | Bayern de Munique      |
| Eduardo Camavinga   | Volante          | Real Madrid            |
| Youssouf Fofana     | Volante          | Monaco                 |
| Mattéo Guendouzi    | Meio-campo       | Olympique de Marseille |
| Adrien Rabiot       | Meio-campo       | Juventus               |
| Jordan Veretout     | Meio-campo       | Olympique de Marseille |
| Aurélien Tchouaméni | Volante          | Real Madrid            |
| Kingsley Coman      | Ponta            | Bayern de Munique      |
| Ousmane Dembélé     | Ponta            | Barcelona              |
| Antoine Griezmann   | Atacante         | Atlético de Madrid     |
| Kylian Mbappé       | Atacante         | Paris Saint-Germain    |
| Christopher Nkunku  | Atacante         | RB Leipzig             |
| Karim Benzema       | Centroavante     | Real Madrid            |
| Olivier Giroud      | Centroavante     | Milan                  |
| Didier Deschamps    | Treinador        |                        |

'O Grupo D da Copa do Mundo FIFA 2022 aconteceu de 22 a 30 de novembro de 2022. O grupo é formado pela França, Austrália vencedor da AFC-CONMEBOL, Dinamarca e Tunísia. As duas melhores equipes avançam para as oitavas de final.

## Equipes
| Inscrição            | Equipe | Confederação | Método de qualificação | Data de qualificação   | Aparições em Copas | Última participação | Melhor resultado      | Ranking da FIFA |
| Inscrição            | Equipe | Confederação | Método de qualificação | Data de qualificação   | Aparições em Copas | Última participação | Melhor resultado      | março de 2022   |
| -------------------- | ------ | ------------ | ---------------------- | ---------------------- | ------------------ | ------------------- | --------------------- | --------------- |
| D1 (cabeça-de-chave) | França | UEFA         | Vencedor do grupo D    | 13 de novembro de 2021 | 16                 | 2018                | Campeão (1998 e 2018) | 7°              |

## Encontros anteriores em Copas do Mundo
- França x Austrália
  - 2018, fase de grupos: França 2–1 Austrália

- França x Dinamarca:
  - 1998, fase de grupos: França 2–1 Dinamarca
  - 2002, fase de grupos: Dinamarca 2–0 França
  - 2018, fase de grupos: Dinamarca 0–0 França

- Tunísia x França: Nenhum encontro

## Classificação
| Pos | Equipe    | Pts | J | V | E | D | GP | GC | SG | Classificado      |
| --- | --------- | --- | - | - | - | - | -- | -- | -- | ----------------- |
| 1   | França    | 6   | 3 | 2 | 0 | 1 | 6  | 3  | +3 | Fase eliminatória |
| 2   | Austrália | 6   | 3 | 2 | 0 | 1 | 3  | 4  | −1 | Fase eliminatória |
| 3   | Tunísia   | 4   | 3 | 1 | 1 | 1 | 1  | 1  | 0  | Eliminado         |
| 4   | Dinamarca | 1   | 3 | 0 | 1 | 2 | 1  | 3  | −2 | Eliminado         |

## Partidas
Todas as partidas seguem o fuso horário UTC+3.

### França x Austrália
| 22 de novembro | França                                    | 4 – 1     | Austrália  | Estádio Al Janoub, Al Wakrah              |
| 22:00          | Rabiot 27' · Giroud 32', 71' · Mbappé 68' | Relatório | Goodwin 9' | Público: 40 875 Árbitro: RSA Victor Gomes |

| França | Austrália |

| GK               | 1  | Hugo Lloris             |
| RB               | 2  | Benjamin Pavard 89'     |
| CB               | 24 | Ibrahima Konaté         |
| CB               | 18 | Dayot Upamecano         |
| LB               | 21 | Lucas Hernández 13'     |
| CM               | 8  | Aurélien Tchouaméni 76' |
| CM               | 14 | Adrien Rabiot           |
| LW               | 11 | Ousmane Dembélé 76'     |
| AM               | 7  | Antoine Griezmann       |
| RW               | 10 | Kylian Mbappé           |
| CF               | 9  | Olivier Giroud 89'      |
| Substituições:   |    |                         |
| LB               | 22 | Theo Hernández 13'      |
| CM               | 13 | Youssouf Fofana 76'     |
| LW               | 20 | Kingsley Coman 76'      |
| CF               | 26 | Marcus Thuram 89'       |
| RB               | 5  | Jules Koundé 89'        |
| Treinador:       |    |                         |
| Didier Deschamps |    |                         |

| GK             | 1  | Mathew Ryan            |
| RB             | 16 | Aziz Behich            |
| CB             | 4  | Kye Rowles             |
| CB             | 19 | Harry Souttar          |
| LB             | 3  | Nathaniel Atkinson 85' |
| CM             | 22 | Jackson Irvine 80' 85' |
| CM             | 13 | Aaron Mooy 90+5'       |
| CM             | 14 | Riley McGree 73'       |
| RF             | 23 | Craig Goodwin 73'      |
| CF             | 15 | Mitchell Duke 55' 56'  |
| LF             | 7  | Mathew Leckie          |
| Substituições: |    |                        |
| CF             | 25 | Jason Cummings 56'     |
| CM             | 11 | Awer Mabil 73'         |
| RF             | 21 | Garang Kuol 73'        |
| CM             | 26 | Keanu Baccus 85'       |
| LB             | 2  | Miloš Degenek 85'      |
| Treinador:     |    |                        |
| Graham Arnold  |    |                        |

| Homem do Jogo: Kylian Mbappé Bandeirinhas: Zakhele Siwela Souru Phatsoane Quarto árbitro: Salima Mukansanga Quinto árbitro: Kathryn Nesbitt Árbitro assistente de vídeo: Drew Fischer Árbitros assistentes de árbitro de vídeo: Adil Zourak Kyle Atkins Marco Fritz Corey Parker |

### França x Dinamarca
| 26 de novembro | França          | 2 – 1     | Dinamarca       | Estádio 974, Doha                             |
| 19:00          | Mbappé 61', 86' | Relatório | Christensen 68' | Público: 42 860 Árbitro: POL Szymon Marciniak |

| França | Dinamarca |

| GK               | 1  | Hugo Lloris         |     |       |
| RB               | 5  | Jules Koundé        | 43' |       |
| CB               | 4  | Raphaël Varane      |     | 75'   |
| CB               | 18 | Dayot Upamecano     |     |       |
| LB               | 22 | Theo Hernández      |     |       |
| CM               | 8  | Aurélien Tchouaméni |     |       |
| CM               | 14 | Adrien Rabiot       |     |       |
| RW               | 11 | Ousmane Dembélé     |     | 75'   |
| AM               | 7  | Antoine Griezmann   |     | 90+3' |
| LW               | 10 | Kylian Mbappé       |     |       |
| CF               | 9  | Olivier Giroud      |     | 63'   |
| Substituições:   |    |                     |     |       |
| FW               | 26 | Marcus Thuram       |     | 63'   |
| FW               | 20 | Kingsley Coman      |     | 75'   |
| DF               | 24 | Ibrahima Konaté     |     | 75'   |
| MF               | 13 | Youssouf Fofana     |     | 90+3' |
| Treinador:       |    |                     |     |       |
| Didier Deschamps |    |                     |     |       |

| GK              | 1  | Kasper Schmeichel     |     |       |
| CB              | 2  | Joachim Andersen      |     |       |
| CB              | 6  | Andreas Christensen   | 20' |       |
| CB              | 3  | Victor Nelsson        |     |       |
| RM              | 13 | Rasmus Kristensen     |     | 90+2' |
| CM              | 23 | Pierre-Emile Højbjerg |     |       |
| CM              | 10 | Christian Eriksen     |     |       |
| LM              | 5  | Joakim Mæhle          |     |       |
| RW              | 25 | Jesper Lindstrøm      |     | 85'   |
| LW              | 14 | Mikkel Damsgaard      |     | 73'   |
| CF              | 21 | Andreas Cornelius     | 23' | 46'   |
| Substituições:  |    |                       |     |       |
| FW              | 9  | Martin Braithwaite    |     | 46'   |
| FW              | 12 | Kasper Dolberg        |     | 73'   |
| MF              | 15 | Christian Nørgaard    |     | 85'   |
| DF              | 26 | Alexander Bah         |     | 90+2' |
| Treinador:      |    |                       |     |       |
| Kasper Hjulmand |    |                       |     |       |

| Homem do Jogo: Kylian Mbappé Bandeirinhas: Paweł Sokolnicki Tomasz Listkiewicz Quarto árbitro: Ma Ning Quinto árbitro: Cao Yi Árbitro assistente de vídeo: Tomasz Kwiatkowski Árbitros assistentes de árbitro de vídeo: Juan Martínez Munuera Taleb Al-Marri Alejandro Hernández Hernández Mohamed Al-Hammadi |

### Tunísia x França
| 30 de novembro | Tunísia    | 1 – 0     | França | Estádio da Cidade da Educação, Al Rayyan    |
| 18:00          | Khazri 58' | Relatório |        | Público: 43 627 Árbitro: NZL Matthew Conger |

| Tunísia | França |

| GK             | 16 | Aymen Dahmen                 |
| CB             | 4  | Yassine Meriah               |
| CB             | 5  | Nader Ghandri                |
| CB             | 3  | Montassar Talbi              |
| RM             | 21 | Wajdi Kechrida 28'           |
| CM             | 17 | Ellyes Skhiri                |
| CM             | 14 | Aïssa Laïdouni               |
| LM             | 12 | Ali Maâloul                  |
| RW             | 25 | Anis Ben Slimane 83'         |
| LW             | 15 | Mohamed Ali Ben Romdhane 74' |
| CF             | 10 | Wahbi Khazri 59'             |
| Substituições: |    |                              |
| FW             | 9  | Issam Jebali 59'             |
| MF             | 18 | Ghailene Chaalali 74'        |
| DF             | 24 | Ali Abdi 83'                 |
| Treinador:     |    |                              |
| Jalel Kadri    |    |                              |

| GK               | 16 | Steve Mandanda        |
| RB               | 3  | Axel Disasi           |
| CB               | 4  | Raphaël Varane 63'    |
| CB               | 24 | Ibrahima Konaté       |
| LB               | 25 | Eduardo Camavinga     |
| CM               | 8  | Aurélien Tchouaméni   |
| CM               | 13 | Youssouf Fofana 73'   |
| RW               | 6  | Mattéo Guendouzi 79'  |
| AM               | 15 | Jordan Veretout 63'   |
| LW               | 20 | Kingsley Coman 63'    |
| CF               | 12 | Randal Kolo Muani     |
| Substituições:   |    |                       |
| DF               | 17 | William Saliba 63'    |
| FW               | 10 | Kylian Mbappé 63'     |
| MF               | 14 | Adrien Rabiot 63'     |
| FW               | 7  | Antoine Griezmann 73' |
| FW               | 11 | Ousmane Dembélé 79'   |
| Treinador:       |    |                       |
| Didier Deschamps |    |                       |

| Homem do Jogo: Wahbi Khazri Bandeirinhas: Mark Rule Tevita Makasini Quarto árbitro: Salima Mukansanga Quinto árbitro: Neuza Back Árbitro assistente de vídeo: Abdulla Al-Marri Árbitros assistentes de árbitro de vídeo: Muhammad Taqi Taleb Al-Marri Fernando Guerrero Saud Al-Maqaleh |

## Disciplina
Os pontos por fair play teriam sido usados como critério de desempate se duas equipes tivessem empatadas em todos os demais critérios de desempate. Estes foram calculados com base nos cartões amarelos e vermelhos recebidos em todas as partidas do grupo da seguinte forma:
- primeiro cartão amarelo: menos 1 ponto;
- cartão vermelho indireto (segundo cartão amarelo): menos 3 pontos;
- cartão vermelho direto: menos 4 pontos;
- cartão amarelo e cartão vermelho direto: menos 5 pontos;

Apenas uma das deduções acima seria aplicada a um jogador em uma única partida.
| Seleções | Jogo 1                        | Jogo 1                            | Jogo 1  | Jogo 1               | Jogo 2                        | Jogo 2                            | Jogo 2  | Jogo 2               | Jogo 3                        | Jogo 3                            | Jogo 3  | Jogo 3               | Pontos |
| Seleções | Penalizado com cartão amarelo | Penalizado · Penalizado · Expulso | Expulso | Penalizado · Expulso | Penalizado com cartão amarelo | Penalizado · Penalizado · Expulso | Expulso | Penalizado · Expulso | Penalizado com cartão amarelo | Penalizado · Penalizado · Expulso | Expulso | Penalizado · Expulso | Pontos |
| -------- | ----------------------------- | --------------------------------- | ------- | -------------------- | ----------------------------- | --------------------------------- | ------- | -------------------- | ----------------------------- | --------------------------------- | ------- | -------------------- | ------ |
| França   |                               |                                   |         |                      | Koundé                        |                                   |         |                      |                               |                                   |         |                      | –1     |